# Talltjärnen, Lappland
Talltjärnen är en sjö i Storumans kommun i Lappland och ingår i Umeälvens huvudavrinningsområde.